# Абазопуло, Владимир Константинович
Владимир Константинович Абазопуло (род. 2 сентября 1951 года, с. Зарожаны (Черновицкая область)) — советский и украинский актёр театра и кино. Народный артист Украины (2009).

## Биография
Владимир Константинович Абазопуло родился 2 сентября 1951 в селе Зарожаны Хотинского района Черновицкой области. Этнический грек. Дед Панайот Абазопуло был свободным моряком, приехал в 1854 году в Одессу, чтобы служить в Черноморском флоте. В Одессе родился Константин Абазопуло, отец Владимира, которому из-за нетерпимости советской власти к национальным меньшинствам пришлось скрывать своё греческое происхождение, и по этим же причинам он переехал сначала в Запорожье, а затем на Буковину.
В 1977 году Владимир окончил актёрский факультет Киевского государственного института театрального искусства имени Ивана Карпенко-Карого (курс Валентины Зимней). В том же году стал актёром театра имени И. Франко в Киеве.
В 1997 году ему было присвоено звание «Заслуженный артист Украины». В 2002 году был награждён Почётной грамотой Кабинета министров Украины за значительный личный вклад в развитие театрального искусства, весомые творческие достижения, высокий профессионализм. 16 января 2009 года было присвоено звание «Народный артист Украины» — за весомый личный вклад в дело консолидации украинского общества, развитие демократического, социального и правового государства и по случаю Дня Соборности Украины.
Абазопуло болел раком, потерял голос, после чего перенёс операцию на горле. С искусственным голосовым аппаратом продолжает играть в театре, для чего некоторые роли специально переделали, оставили без текста. Преподаёт уроки сценического движения в Киевской консерватории, даёт мастер-классы в Киевском университете культуры искусств.

### Семья
- Жена — Татьяна
- Сын — Владимир Владимирович Абазопуло

## Театральные работы

### Национальный академический драматический театр имени Ивана Франко
Владимир Абазопуло входит в труппу киевского театра им. И. Франко
1. 1989 — «Тевье-Тевель» Г. Горина; реж. С. Данченко и Д. Чирипюк — Менахем
2. 2003 — «Ревизор» Н. Гоголя; реж. И. Афанасьев — Инкогнито
3. 2005 — «Ромео и Джульетта» Шекспира; реж. В. Козьменко-Делинде — Монтекки
4. 2007 — «Кайдашева семья» И. Нечуй-Левицкого; реж. П. Ильченко — Призрак херсонского чумака
5. 2008 — «Эдит Пиаф. Жизнь в кредит» Ю. Рыбчинского и Виктории Васалатий; реж. И. Афанасьев — гимнаст
6. 2009 — «Назар Стодоля» Т. Шевченко; реж. Юрий Кочевенко — казак
7. 2010 — «Грек Зорба» Н. Казандзакиса; реж. В. Малахов — Маврадони
8. 2010 — «Урус-Шайтан» И. Афанасьева; реж. И. Афанасьев — Казак / Батюшка
9. 2011 — «Фредерик или Бульвар преступлений» Э.-Э. Шмитт; реж. Юрий Кочевенко — полицейский
10. «Кавказский меловой круг» Б. Брехта — Георгий Абашвили-губернатор / Монах / Шалва

### Театральная компания «Бенюк и Хостикоев»
1. 2004 — «О мышах и людях» Дж. Стейнбека; реж. В. Малахов

## Фильмография
1. 1976 — Такая она, игра — Савченко
2. 1979 — Ждите связного — партизан
3. 1987 — Капитанша (фильм-спектакль) — адъютант
4. 1987 — Конотопская ведьма (фильм-спектакль) — поп Чиря
5. 1988 — Как мужчины о женщинах говорили (короткометражный) — помощник чёрта
6. 1989 — Каменная душа — Ильчу
7. 1989 — Савраска — капитан
8. 1990 — Война на западном направлении — эпизод (в титрах — В. Обазопуло)
9. 1990 — Дальше полёта стрелы — эпизод
10. 1990 — Распад — эпизод (в титрах не указан)
11. 1991 — Звезда шерифа
12. 1991 — Нам колокола не играли, когда мы умирали
13. 1992 — Игра всерьёз
14. 1992 — О безумной любви, Снайпере и Космонавте — Космонавт
15. 1993 — Сад Гефсиманский — Георгеани, заключённый
16. 1994 — Дорога на Сечь — Ямпольский, ротмистр
17. 1995 — Будем жить! — Володя
18. 1995 — Осторожно! Красная ртуть! — Авакумов, полковник
19. 1996 — Аквариум (Германия, Польша, Украина) — инструктор спецназа
20. 1997 — Роксолана 2. Любимая жена Халифа — казак Шило (в титрах не указан)
21. 2000 — Непокорённый — генерал МГБ
22. 2001 — Чёрная рада — полковник
23. 2001 — Молитва о гетмане Мазепе
24. 2001 — След оборотня
25. 2002 — Прощание с Каиром — Сфинкс
26. 2003 — Личная жизнь официальных людей — капитан теплохода
27. 2003 — Роксолана 3. Владычица империи
28. 2006 — Богдан-Зиновий Хмельницкий — Богдан Хмельницкий, гетман Украины (на русский язык роль дублирует Александр Груздев)
29. 2006 — Танго любви
30. 2013 — F63.9 Болезнь любви (Украина, Франция)